# Alternanthera hassleriana
Espèce
Classification APG III (2009)
Alternanthera hassleriana est une plante herbacée de la famille des Chenopodiaceae, ou des Amaranthaceae, selon la classification envisagée.